# Nathalia Santerová-Bjørndalenová
Nathalia Santerová-Bjørndalenová (* 28. březen 1972 Innichen, Itálie) je belgická reprezentantka v biatlonu a běhu na lyžích. Mezi její největší úspěchy patří 3 zlaté, 3 stříbrné a 3 bronzové medaile ze světových pohárů z let 1992–2001.
Mezi lety 2006–2012 byla manželkou norského biatlonisty Ole Einara Bjørndalena.